# Sergio
Sergio es un nombre propio masculino latino de orígenes inciertos.
El nombre podría estar relacionado con la tribu Sergia, una de las 35 tribus romanas a las que se adscribía a todo ciudadano romano para poder ejercer su derecho de voto en los Comitia tributa (o comicios por tribus).

## Santoral
- San Sergio de Cesarea (f. 304), mártir; festividad: 24 de febrero.
- San Sergio de Valaam (s. X), monje y evangelizador; festividad: 11 de julio.
- San Sergio I (f. 701), papa; festividad: 8 de septiembre.
- San Sergio de Rádonezh (f. 1392), abad; festividad: 25 de septiembre.
- San Sergio de Betsaloe (f. 303), mártir; festividad: 8 de octubre.
- Beato Sergio Cid Pazo (f. 1936), presbítero y mártir; festividad: 30 de julio.

## Variantes en otros idiomas
| Idioma     | Traducción                                |
| ---------- | ----------------------------------------- |
| Aragonés   | Serchio                                   |
| Armenio    | Սերխիո (Serkhio)                          |
| Asturiano  | Serxu                                     |
| Bielorruso | Siarhei, Siarhiej (Сяргей) o Sierž (Серж) |
| Catalán    | Sergi                                     |
| Eslovaco   | Serguéi (Sergej)                          |
| Francés    | Serge                                     |
| Gallego    | Serxio                                    |
| Griego     | /Sérguios/ Σεργιος                        |
| Hebreo     | סרג'יו (Serjiote)                         |
| Húngaro    | /Tserguéi/ Szergej                        |
| Italiano   | Sergio, /Séryio/                          |
| Inglés     | Sergius, Serge                            |
| Japonés    | /Seruhio/ セルヒオ                        |
| Latín      | Sergius /Sérguius/ (no /Sérgüius/)        |
| Polaco     | Sergiusz                                  |
| Portugués  | Sérgio - Serginho                         |
| Ruso       | Serguéi (Сергей)                          |
| Serbio     | Sergije (Сергије), Srdjan (Срђан)         |
| Turco      | Serhan, Serhat                            |
| Ucraniano  | Sergiy, Serhiy or Serhii (Сергiй)         |
| Rumano     | Sergiu                                    |

## Personajes célebres
- Lucio Sergio Catilina (108-62 a. C.), senador romano coetáneo de Cicerón que intentó dar un golpe de Estado contra la República romana.
- Serguéi Rajmáninov (1873-1943), compositor, director de orquesta y pianista ruso.
- Sergio Magaña (1924-1990), escritor mexicano.
- Sergio Leone (1929-1989), cineasta italiano.
- Sergio Pitol (1933-2018), escritor mexicano, ganador Premio Cervantes 2005.
- Sergio Aragonés (1937-), dibujante español.
- Sergio Ortega (1938-2003), compositor y pianista chileno.
- Sergio Abreu (1945-), abogado y político uruguayo.
- Sergio Denis (1949-2020), cantante argentino.
- Sergio Makaroff (1951-), cantante y músico argentino.
- Sergio Fajardo (1956-), exalcalde de Medellín.
- Sergio Angulo (1960-), futbolista colombiano.
- Sergio Batista (1962-), futbolista argentino.
- Sergio Goycochea (1963-), futbolista argentino.
- Sergio Dalma (1964-), cantante español de música pop.
- Sergi López (1965-), actor español.
- Serj Tankian (1967-), cantautor libanés-estadounidense, de la banda de rock System of a Down.
- Sergio Vallejo (1967-), piloto de ralis.
- Sergio Massa (1972-), político argentino.
- Sergio Vallin (1972-), músico mexicano, guitarrista de Maná.
- Serguéi Brin (1973-), informático teórico, empresario de Internet y cofundador de Google.
- Sergio Albarracín (1976-), rapero español.
- Sergio Rodríguez Fernández (1976-), rapero español.
- Sergio Schulmeister (1977-2003), arquero argentino.
- Sergio Pellissier (1979-), futbolista italiano.
- Sergio García Fernández (1980-), golfista español.
- Sergio García de la Fuente (1983-), futbolista español.
- Sergio Ramos (1986-), futbolista español.
- Sergio Rodríguez (1986-), baloncestista español.
- Sergio Llull (1987-), baloncestista español.
- Sergio Agüero (1988-), futbolista argentino.
- Sergio Busquets (1988-), futbolista español.
- Sergio Pérez (1990-), piloto mexicano de automovilismo F1.